# Dipseudopsis capensis
Dipseudopsis capensis là một loài Trichoptera trong họ Dipseudopsidae. Loài này có ở Afrotropisch và miền Cổ bắc.